# Princess Nicotine; or, The Smoke Fairy
Princess Nicotine; or, The Smoke Fairy is een stomme film uit 1909 geregisseerd door James Stuart Blackton.
De film toont hoe een man twee feeën uit zijn tabakspotje ziet komen wanneer hij zijn pijp wil opsteken. Het is voor zover bekend de eerste vorm van reclame via het medium film waarin ze hier dan het product tabak willen verkopen. De film bracht toen hij uitkwam veel verwondering bij het publiek, omdat door simpele speciale effecten het leek alsof de man echt met feeën van een klein formaat zat te praten.